# Ó, anyám!
Az Ó, anyám! (eredeti cím: Snatched) 2017-ben bemutatott 90 perces amerikai akcióvígjáték, melyet Jonathan Levine rendezett. A zenéjét Chris Bacon és Theodore Shapiro szerezte, a főbb szerepekben Amy Schumer és Goldie Hawn látható.
Magyarországon 2017. május 11-én, az Egyesült Államokban 2017. május 12-én mutatták be.

## Szereplők
| Szereplő             | Színész            | Magyar hang      |
| -------------------- | ------------------ | ---------------- |
| Emily                | Amy Schumer        | Mezei Kitty      |
| Linda                | Goldie Hawn        | Udvaros Dorottya |
| Jeffrey              | Ike Barinholtz     | Király Attila    |
| Ruth                 | Wanda Sykes        | Pogány Judit     |
| Barb                 | Joan Cusack        | Nem szólal meg   |
| Roger Simmons        | Christopher Meloni | Mihályfi Balázs  |
| Morgado              | Óscar Jaenada      | Nagypál Gábor    |
| Morgan Russell       | Bashir Salahuddin  | Bognár Tamás     |
| James                | Tom Bateman        | Varga Gábor      |
| Michael              | Randall Park       | Géczi Zoltán     |
| Ezredes              | Tom Choi           | Sarádi Zsolt     |
| Dr. Armando          | Arturo Castro      | Molnár Levente   |
| Vásárló              | Kim Caramele       | Csuha Bori       |
| Lew                  | Raven Goodwin      | Börcsök Enikő    |
| Recepciós            | Daniel Bess        | Seder Gábor      |
| Tetovált emberrabló  | Damion Scandrick   | Zágoni Zsolt     |
| Kisteherautó-sofőr   | Modesto Cordero    | Törköly Levente  |
| Tini pultos          | Sergio Sanchez     | Gacsal Ádám      |
| Maco                 | Pedro Haro         | Kapácsy Miklós   |
| Követségi hivatalnok | Al Madrigal        | Láng Balázs      |
| Dögös pasi           | Kevin Kane         | Szatmári Attila  |